# NGC 4361
NGC 4361 je planetární mlhovina v souhvězdí Havrana. Objevil ji William Herschel 7. února 1785.
Od Země je vzdálená asi 3 350 světelných let.
Mlhovina leží zhruba uprostřed obrazce souhvězdí Havrana, a to asi 2,5° jihovýchodně od hvězdy Gienah (γ Crv). Za dobrých podmínek je náznakem viditelná i menšími dalekohledy, ale až větší dalekohledy ukážou její nepravidelný tvar a ústřední hvězdu, která má hvězdnou velikost 13,2.
Celá mlhovina má hvězdnou velikost 10,9.